# Йоргос Теодорідіс
Йоргос Теодорідіс (грец. Γιώργος Θεοδωρίδης, * 3 липня 1980, Франкфурт-на-Майні) — грецький футболіст, півзахисник клубу «Панетолікос».
Насамперед відомий виступами за клуби «Аріс», ПАОК та «Панатінаїкос», а також національну збірну Греції.

## Клубна кар'єра
У дорослому футболі дебютував 1997 року виступами за команду клубу «Аріс», в якій провів один сезон, взявши участь лише у 6 матчах чемпіонату. Частину 1999 року провів в оренді, захищаючи кольори команди клубу «Атінаїкос». Того ж 1999 року повернувся до «Аріса». Цього разу відіграв за клуб з Салонік наступні три сезони своєї ігрової кар'єри.
2002 року уклав контракт з клубом ПАОК, у складі якого провів наступні три роки своєї кар'єри гравця.
З 2005 року два сезони захищав кольори команди клубу «Панатінаїкос».
Згодом з 2007 по 2009 рік грав у складі команд клубів «Ерготеліс» та «Франкфурт».
До складу клубу «Панетолікос» приєднався 2009 року.

## Виступи за збірну
2001 року дебютував в офіційних матчах у складі національної збірної Греції. Своєї другої гри за головну команду країни гравцеві довелося чекати 10 років — вона відбулася лише у 2011.